# 1, 2, Kung Fu!
1, 2, Kung Fu! je první studiové album velšské rockové skupiny Boy Azooga. Vydáno bylo v červnu roku 2018 společností Heavenly Recordings. Jeho producentem byl Eddie Al-Shakarchi. Všechny nástroje na album nahrál lídr kapely Davey Newington (ostatní se na něm nepodíleli). Výjimku tvoří pouze smyčcové nástroje v některých písních, které nahrál jeho otec Richard Newington. Album se stalo velšským albem roku – získalo cenu Welsh Music Prize.

## Seznam skladeb
1. Breakfast Epiphany – 2:30
2. Loner Boogie – 2:05
3. Face Behind the Cigarette – 3:20
4. Walking Thompson's Park – 0:56
5. Jerry – 3:34
6. Breakfast Epiphany II – 1:10
7. Taxi to Your Head – 4:58
8. Losers in the Tomb – 3:00
9. Hangover Square – 4:26
10. Waitin' – 4:09
11. Sitting on the First Rock from the Sun – 4:41

## Obsazení
- Davey Newington – zpěv, různé nástroje
- Richard Newington – smyčce